# Schloen (Adelsgeschlecht)

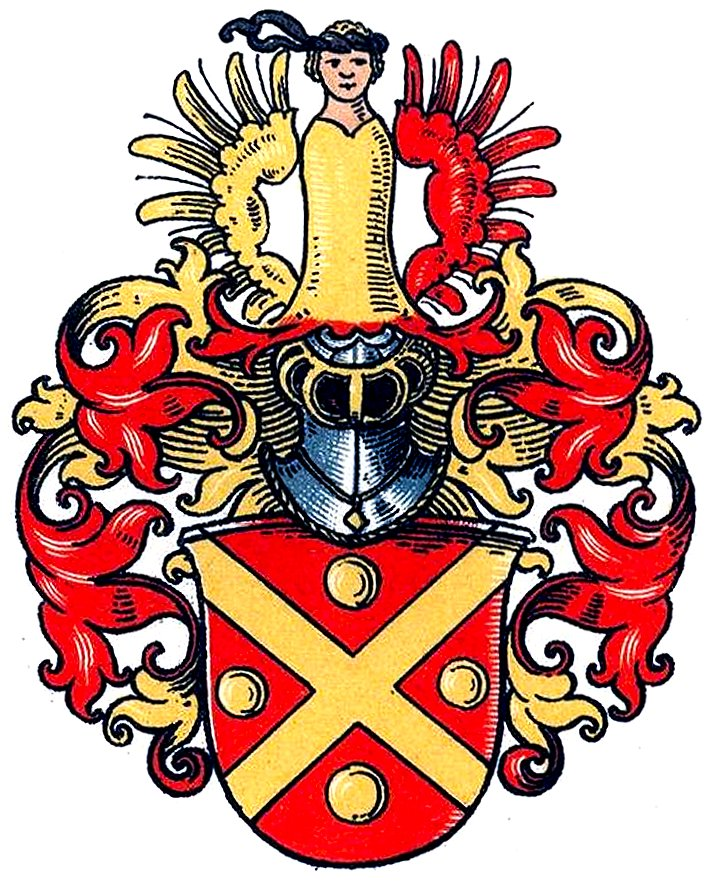
Wappen der Familien von Chalon, von Schloen gen. Tribbe und gen. Gehlen

Schloen (auch: Sloen, Slon, Schlon, Schliern, Shloen, französisierend Chalon o. ä.) ist der Name eines erloschenen westfälischen Adelsgeschlechts mit Besitztümern nahe der Stadt Minden, der Stadt Lübbecke, der niedersächsischen Stadt Osnabrück und in der Grafschaft Ravensberg.

## Familienzweige und Güter
Die Herren von Schloen waren ein bis Anfang des 13. Jahrhunderts edelfreies, sodann in die Ministerialität abgestiegenes Edelherrengeschlecht, das an zahlreichen Orten im Gebiet rund um das Wiehengebirge über umfangreiche Lehensgüter und Allodialeigentum verfügte. Benannt waren sie wohl nach dem ab 1150 erwähnten, 1379 verpfändeten (und dann bald wüst gefallenen) Ort Slon bei Mennighüffen, wo sie einen Adelshof als Stammsitz hatten.
Es gab zwei (drei) Zweige der Familie, die sich Anfang des 15. Jahrhunderts teilten, jedoch auch durch einige Heiraten wieder vereinten:

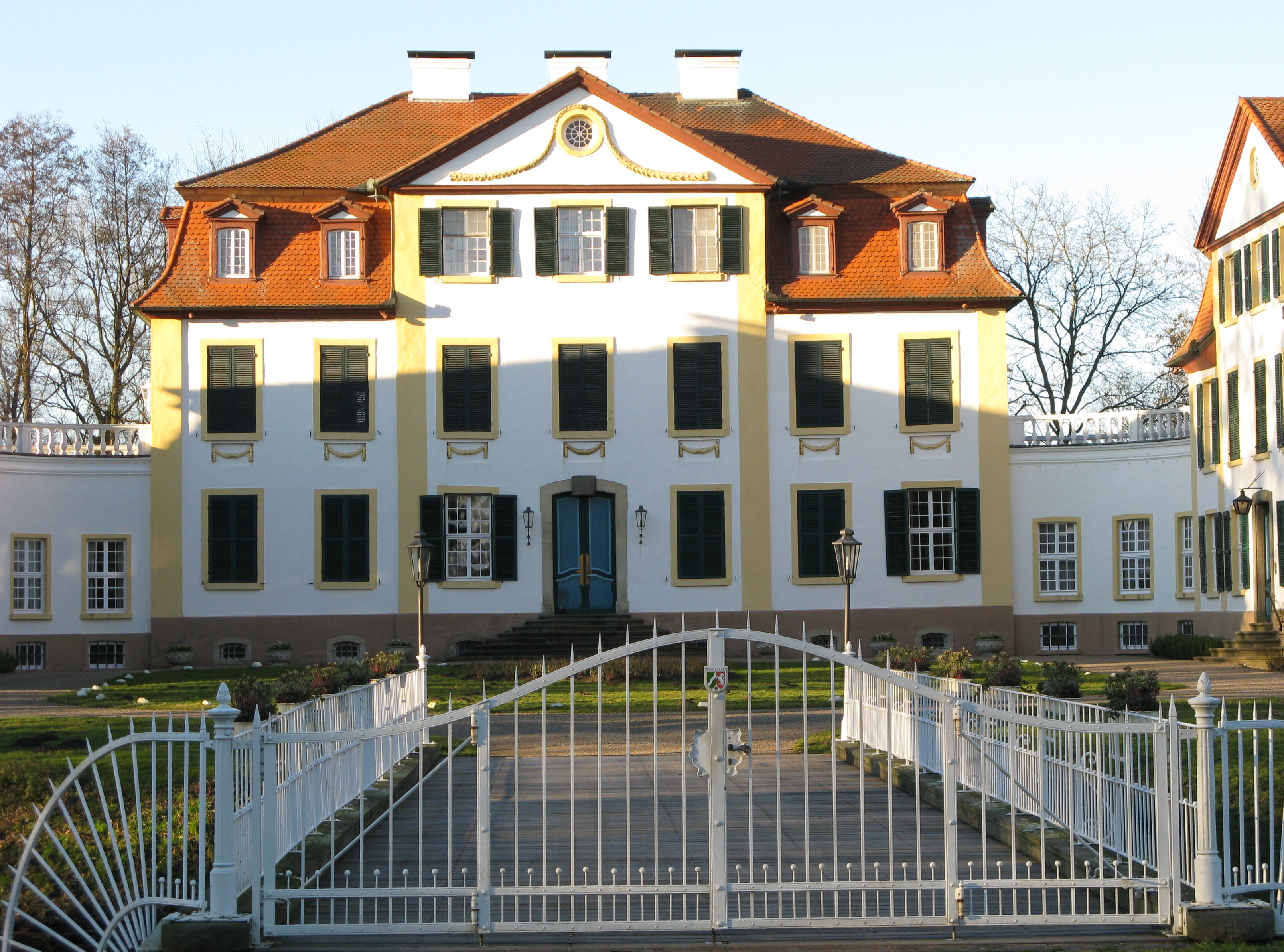
Schloss Hueffe, Besitz der Schloen gen. Gehle

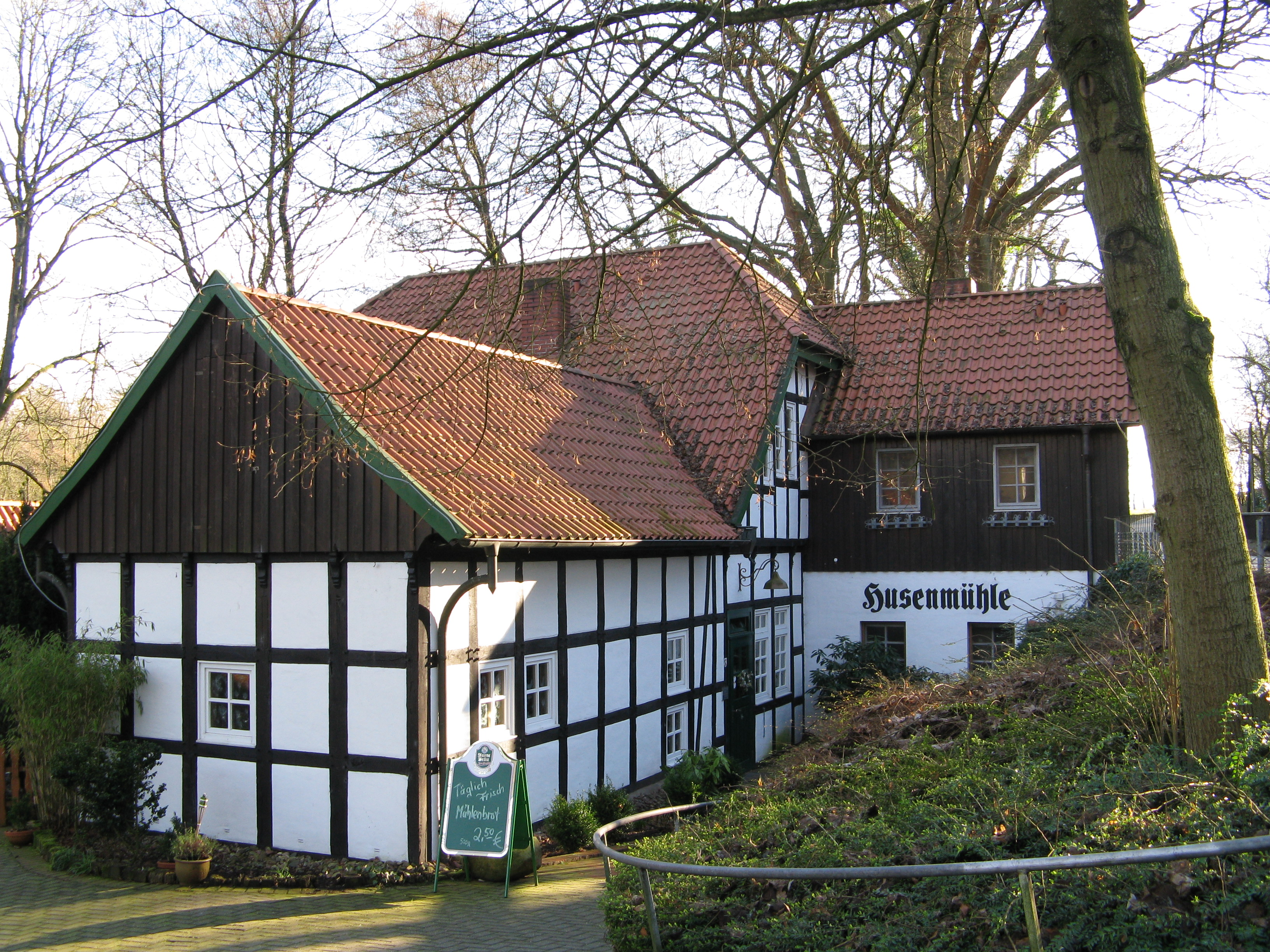
Husenmühle in Hüllhorst, Besitz der Schloen gen. Tribbe

- von Schloen genannt Gehle (Gehlen), älterer Zweig, brachte Gutsherren, Ritter, Drosten, etwa zu Schlüsselburg um 1636, mehrere Obristen, einen Generalleutnant im Dreißigjährigen Krieg, einen Regierungsvorsitzenden des Konsistoriums der Herzogtümer Bremen-Verden 1715 hervor, und gelang mit Ludwig Konrad Anton Freiherr von Chalon gen. Gehle († 1758) in den Freiherrenstand. Dieser Zweig war 1529 gleichzeitig Eigentümer des Gutes Holzhausen, der Rittergüter Schloss Hollwinkel im Stadtteil Hedem und „Hüffe“ im Stadtteil Lashorst der Stadt Preußisch Oldendorf, sowie von Burgmannshöfen in Lübbecke. Hollwinkel stand 1439–1758 im Besitz des Zweiges Gehle, das Schloss Ovelgönne bis 1733. Eine Linie dieses Familienzweigs wurde Mitte des 16. Jahrhunderts nach Einheiratung in die Osnabrücker Bürgermeisterfamilie Hetlage bürgerlich, und deren Abkömmlinge nannten sich fortan nurmehr Gehle.

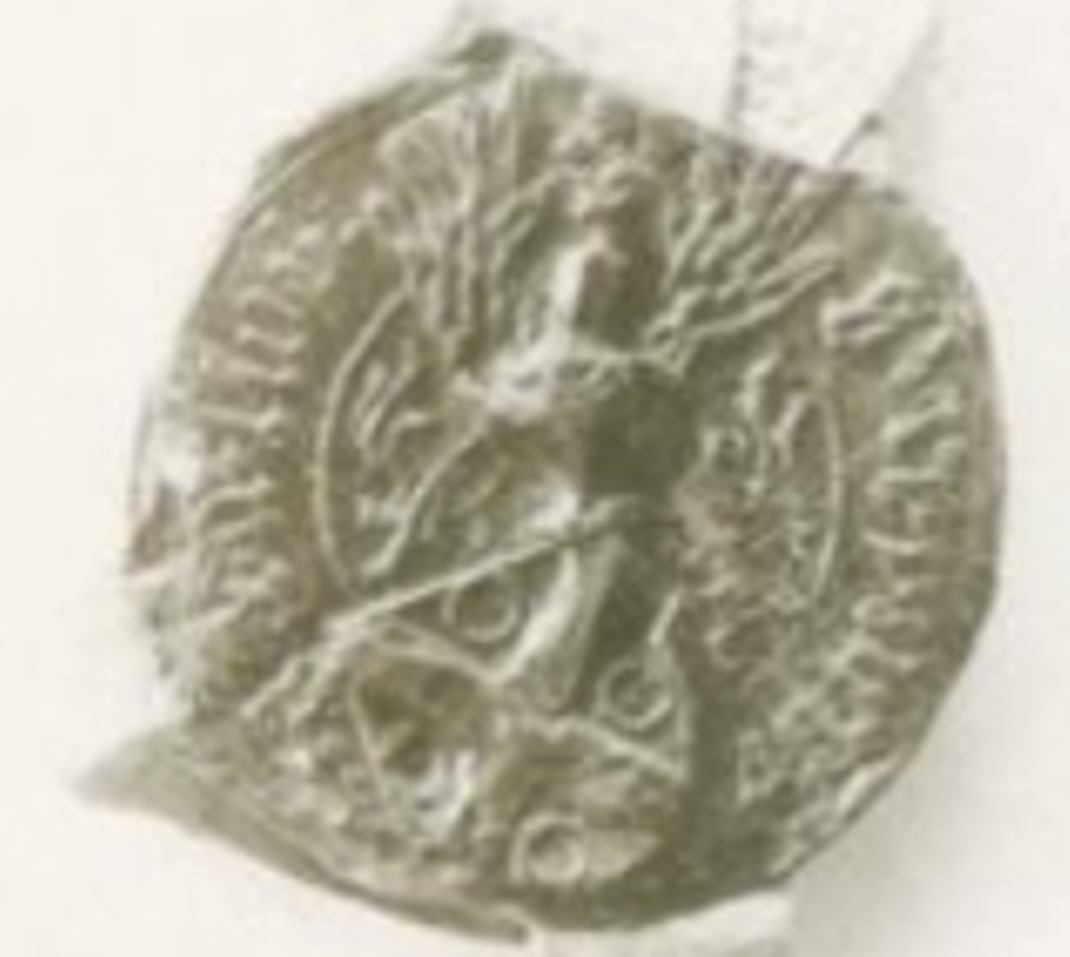
Siegel des Reinecke von Schloen gen. Tribbe, 1487

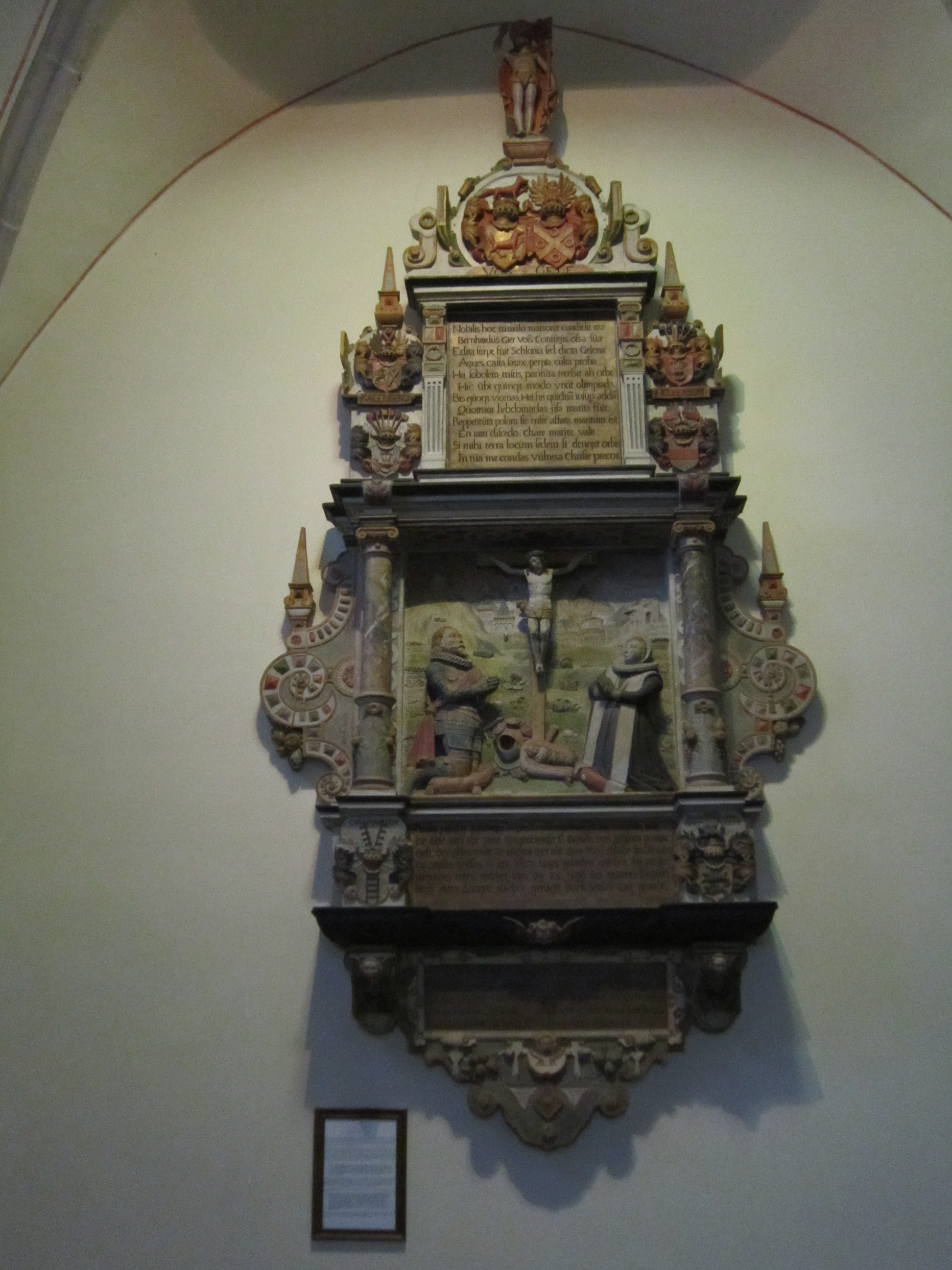
Epitaph des Bernd Gier von Voss und erster Gattin, Agnes von Schloen gen. Gehle

- von Schloen genannt Tribbe, erw. ab dem 14. Jahrhundert, im 18. Jahrhundert ausgestorben. Die Figenburg war spätestens seit 1398 im Besitz des Tribbenschen Familienzweigs. Seit dem 14. Jahrhundert waren sie Besitzer des Guts Husen (Hüllhorst).[5] Zu anderen Gütern der Familie zählten u. a. 1379 ein Lehenshof in „Verstinchusen“ bei Volmerdingsen[6], eines der Herrenhäuser zu Arenshorst, ein Burgmannshof (Tribbenhof) in Lübbecke und ein weiterer Rittersitz des Zweiges Tribbe in Eickhorst im Amt Hausberge (später Hofgut Oexemann).[7] Zudem war das Rittergut Wickriede (Weyckryden), Kirchspiel Hille, erworben 1617 von Reineke Amelung Tribbe, Domherr in Minden, noch um 1650 im Besitz seiner Söhne Hieronymus Henrich und/oder Johann Philipp von Schloen gen. Tribbe.[8] Bekanntester Vertreter der Tribbe war wohl Heinrich von Sloen, gen. Tribbe († 1464), Domherr zu Minden und Geschichtsschreiber, der eine Beschreibung des Stifts Minden (um 1460) verfasste. Die Tribbe waren zudem Stifter der Kirche St. Ulricus (Börninghausen)[9][10] und Besitzer von Gut Groß-Engershausen.
- von Schloen genannt Amstel (Armstenradt ?)[11] oder Hamstorf[3], ein in Urkunden kaum nachweisbarer, eher legendenhafter Zweig des Geschlechts.

Ob eine in manchen Schriftquellen unterstellte Verwandtschaft zum französischen Geschlecht Chalon, einer Linie des Hauses Burgund-Ivrea, oder zu den Grafen von Chalon bestand, bleibt spekulativ. Jedoch lässt sich eine vage Ähnlichkeit bei den jeweiligen Wappen feststellen.

## Wappen
Blasonierung: In Rot ein goldenes Andreaskreuz mit vier in den Winkeln eingeschlossenen goldenen Kugeln (Ringen). Auf dem Helm mit rot-goldenen Decken ein gold bekleideter Rumpf (oder Puppe, in vielen Aufschwörungen braune Hautfarbe) mit nach rechts abflatternder schwarzer Binde zwischen einem rechts goldenen und links roten offenen Flug.
Es ist Bestandteil des Wappens der Gemeinde Hüllhorst.

## Stammliste
Namensträger (Auswahl), mit ungefährem Datum laut diversen Quellen

### Älteste Linie
- Rembert von der Schloen (um 1105), 1127–40 als nobilis erwähnt
  - Eizo von der Schloen (* 1140)
    - Rembert (* 1170)
      - Statius I. von Schloen (1195–1256), 1223–27 herzogl. sächsischer Ministeriale, Ritter; ⚭ vor 1236 Margarete NN.
      - Justatius II. von Sloen (* circa 1220), urk. 1241–96,[14] Ritter, Burgmann auf Schalksberge a. d. Weser; ⚭ Margarethe NN, urk. erwähnt 1249–61
        - Justatius III.
        - Dethard I. von Sloen, urk. erwähnt 1283–1320, Ritter, erhielt 1319 die Burg Limberg zu Lehen, Burgmann auf Schalksberge (* 1260; † 1334 Gut Figenburg); ⚭ Hildegard Hildegund von Westphalen (geb. 1265).[15] Seine Familie teilte sich in die Linien Tribbe und Gehle.
          - (?) Widukind von Schloen, 1339 Kleriker im Bistum Minden[16]
          - (?) Justatius IV. von Schloen (1292–1344); auch: Statius od. Justaz von Schlon gen Tribbe, erwähnt 1316 als Domherr zu Minden
            - Helena(?) von Schloen; ⚭ (als Witwe ?) Heinrich von Ledebur (Knappe 1372–1420)[14]
            - (?) Franko von Schloen, 1379 durch die Abtei Herford mit einem Hof in „Verstinchusen“ bei Volmerdingsen belehnt[17]

          - Palmenia von Schloen gen. Gehle (?); um 1358 ⚭ Rabod von Scheele[18]
          - Ludolf von Sloen, erw. 1319, 1335, Lehen zu Limberg und Börninghausen zusammen mit Bruder Dethard[19]
            - (?) Reinhardt VII. von Schloen (* 1330)[20]

          - Besitzer der Burg Limberg Dethard II. von Schloen, Stifter der Linie Gehle (* um 1305), erwähnt 1315–58, erhielt 1336 das Amt Börninghausen vom Grafen von Ravensberg als Lehen, verpfändete 1347 seinen Anteil an der Burg Limberg an die Gebrüder v.d.Bussche, bekam 1355 von Rolf v.d.Horst sein Gut Eichhorst; war Richter zu Lübbecke und Reineberg.[21]
            - Statius I. von Schloen (1370–1442); erw. 1385 als Tribbe, 1398 Besitzer der Figenburg
              - Statius von Tribbe, 1442 der Ältere, im Winter 1431/1432 in Fehde der Osnabrücker Truppen gegen das Bistum Minden erfolglos belagert, die jedoch Burg Hudenbeck des Verwandten, Johann von Pladiese, zerstören[19]; 1452 bis 1459 vier Söhne, evtl. dann noch weitere Kinder[19];⚭ Oda von Lutten (geb. 1425)
                - Cord (Conrad) von Schloen gen. Tribbe, erw. 1452, 1459; ⚭ vor 1464 Pelmeke von Westorp (* um 1442), Tochter des Gherd (Gerdt) von Westorp (* um 1405; † 1483)[22] und Tante des Hermann von Westorp (1503–1560)
                  - Johann und Richard von Schloen gen. Tribbe[23] erwähnt 1511[24]
                    - Johann II. von Schloen gen. Tribbe († um 1538?), ⚭ Hille N.N., erwähnt 1513
                      - Joachim von Schloen gen. Tribbe († vor 1585), erwähnt 1513 und 1537[25]
                        - Anna von Schloen gen. Tribbe, erwähnt 1585[26]

                - Lambert von der Sloen gen. Tribbe, erw. 1452, 1459, Domherr zu Minden um 1496, 1510
                - Johann von der Sloen gen. Tribbe († v. 1486), erw. 1452, 1459; ⚭ um 1480 Rixa von Quernheim; diese (2) ⚭  Richard (Ribbecke) von Westorp
                - Reineke II. von Schloen, gen. Tribbe (1450–1522), erw. 1452, 1459, Burgherr der Figenburg, 1472 im Besitz der Figenburg; 1476 Amtmann zu Börninghaus und Drost der Burg Limberg, bis 1501 Fehde mit Vorgänger Johann von dem Bussche-Ippenburg; gründete 1491 bis 1510 Rittergut Engershausen für Sohn Mattheus; ⚭ Jutta von Münster zu Vortlage, Tochter des Mattheus von Münster.[19][27]
                - Statius von Sloen gen. Tribbe (* wohl n. 1459), erw. als Sohn des Statius von Tribbe der Ältere[19]

              - Adelheid von Sloen gen. Tribbe; ⚭ Gerlach v. Münchhausen auf der Laßburg (Weserinsel Landesbergen)[28]
              - Reineke von Schloen gen. Tribbe († 1412), gefallen bei der Belagerung der Feste Reineberg[29]; ⚭ (?) Gertrud Julia Kunster
                - Heinrich von Sloen, gen. Tribbe (* um 1410; † 4. Juli 1464), Geschichtsschreiber, 1445 und 1450 als Domherr zu Minden erwähnt; verfasste um 1460 eine detaillierte Beschreibung von Stadt und Stift Minden, worin u. a. die Burg Reineberg als festes Bollwerk bezeichnet wird[30][19]
                - Statius II. d. Jüngere (ca. 1409–1477), erw. 1442 
                  - (?) Odecke von Schloen gen. Tribbe (vor 1506) ⚭ Cord von Grapendorf, bischöflicher Burgmann zu Lübbecke (erw. 1462–1506)[31]

              - Tileke von Schloen gen. Tribbe, erw. 1340 bis 1399 als Besitzer des Tribbe'schen Burgmannshofs zu Lübbecke[19]
                - Johann von Schloen gen. Tribbe zu Lübbecke († vor 1430)
                  - Heidenreich (Heydenrich) von Schloen gen. Tribbe, erw. 1430, um 1452 Bürgermeister zu Lübbecke

### Linie nach Reineke II. von Schloen, gen. Tribbe (1450–1516)
- Jasper der Ältere; ⚭ (1) Anna von Bar a. d. H. Arenshorst,[32] Tochter des Claus von Bar und der Otte von Hecket[14]
  - Jasper der Jüngere, 1527 belehnt, 1538 alleiniger Herr der Figenburg; ⚭ 1521 Anna Ledebur zu Mühlenburg (Tochter des Gerhard v. Ledebur, Erbmarschalls zu Herford, † 1502, und der Elisabeth Stapel)[33]
    - (?) Gerhard von Schloen, gen. Tribbe († 1591), Epitaph an der Nordwand von St. Andreas (Lübbecke)
    - Amelung Tribbe zu Figenburg († 17. Oktober 1580), ⚭ Agnes von Ledebur zu Bruchmühlen (erw. 1564, 1575)[34]; kinderlos, hinterließ Gut Figenburg dem Reineke von Schloen (* 1523)
- Johann von Schloen, gen. Tribbe (* v. 1483) erwähnt 1533 als Domherr zu Minden
- Statius von Schloen, gen. Tribbe (* v. 1483)
- Thomas von Schloen, gen. Tribbe (* n. 1483, vor 1495)
- Mattheus von Schloen, gen. Tribbe zu Lübbecke und Engershausen (1495–1551), mindensche Ritterschaft 1512, nachweislich ab 1536 Herr der Figenburg[35], ⚭ um 1520[27] (1) Agnes von Westorp zu Stockhausen[36] (1500–1525); ⚭ (2) Appolonia von Schloen gen. Gehle
  - (aus 1) Daniel von Schloen gen. Tribbe, Dechant in Lübbecke[35]
  - Reineke von Schloen gen. Tribbe (* 1523), Herr zu Lübbecke, Groß-Engershausen, Figenburg und auf dem Tribbe'schen Burgmannshof in Lübbecke, 1551 belehnt mit dem Eichhof in Engershausen, 1581–95 Drost auf dem Limberg (1523–1599); ⚭ ca. 1555 Agnes von Westorp (* 1535; † 9. August 1585), Tochter des Hermann von Westorp (1503–1560) und der Catherine von Hadewig (1507–1565)[37]
    - Agnes von Schloen gen. Tribbe, ⚭ Johann II. von Hastfer (* 1545 Lübbecke; † 4. Februar 1607; span. Rittmeister, Drost zu Limburg, Enkel der Anna von Kalff). Epitaph in der St.-Dionysius-Kirche (Preußisch Oldendorf)
      - Reineke von Hastfer († 1687), Herr von Klein-Engershausen
      - Margarethe von Hastfer[38]

    - Hieronymus von Schloen gen. Tribbe († 1599), als Träger des Ravensbergischen Wappens im Leichenzug des Herzogs Johann Wilhelm von Jülich-Berg[39]
    - Allianzwappen Schloen-Neheim (Aufschwörung der Elisabeth Anna Hermina von Oer, 1696) Reineke von Schloen gen. Tribbe, Ravensbergischer Rat, Drost zu Limburg (1555–1599); ⚭ Anna von Nehem zu Sundermühlen und Werries (Tochter des Hermann von Neheim zu Werries und der Margarethe Vincke (lebt 1556), Erbin von Sundermühlen)[40][33][41]
      - Johann von Schloen gen. Tribbe, verzichtet als jüngster Bruder auf Erbe[36]
      - Elisabeth von Chalon gen. Tribbe von der Figenburg; ⚭ Joachim von Droste zu Loburg[42]
        - Elisabeth Anna Droste zu Loburg; ⚭ 1649 Adolf von Nagel zu Itlingen, Großeltern des Josef Marsil von Nagel zur Loburg

      - Reineke Amelung (Reinhardt Amelunck) von Schloen gen. Tribbe (1584–1641), Domherr zu Minden, Eigentümer des Ritterguts Figenburg sowie des Tribbenhofs in Lübbecke (1627 überfallen durch Oberst Limbach) und des Rittergutes Wickriede im Kirchspiel Hille; ⚭ Magdalene von Wendt; schenkt 1622 der Kirche Hüllhorst einen Abendmahlskelch
        - Anna Agnes von Chalon gen. Tribbe; ⚭ Ernst Cordt von Chalon, gen. Gehle zu Hollwinkel (s. u.)[43]
        - (?) Hieronymus Adrian von Schloen gen. Tribbe, belehnt im Amt Petershagen zusammen mit Ernst Cordt von Schloen gen. Gehle zu Hollwinkel 1671–1694[44]
        - Hieronimus Heinrich von Schloen gen. Tribbe (1632–1689) Herr auf Gut Wickriede und Gut Figenburg; 1661 ⚭ Philippine Luise von Dassel, kinderlos, 1671 kurkölnischer Leutnant; Stifter von Ausstattung in der Kirche St. Ulricus (Börninghausen)
        - Johann Philipp von Schloen gen. Tribbe (1638–1715), 1671[36] in Frankreich, 1689 Herr auf Gut Figenburg, erwarb 1694 das Gut Südholz/Sudholt-Tribbe zu Bakum; I ⚭ 24. Januar 1691 Maria Elisabeth von Jemigum, II ⚭ um 1695 Margaretha Elisabeth von Clevorn (Tochter des Johann Heinrich v. Clevorn, Besitzer von Gut Südholz-Tribbe um 1685); 7 Kinder (diese 1736 Konkurs)[45]
          - Hieronymus Johann von Schloen gen. Tribbe (* vor 1714, † um 1720), nach ihm 1736 Konkurs der Familie, 1755 gelangt Südholz-Tribbe durch Kauf an den Erbkämmerer und Drosten Wilhelm Ferdinand von Galen[46]; ⚭ Theodora/Seraphina Lucia von Kannen[47]
            - (?) Theodora Elisabeth von Chalon genannt Tribbe (* vor 1695; † 7. November 1779)[48], ⚭ 18. Januar 1774[49] Freiherr Christian Friedrich von Geismar zu Stockum (* um 1718; † 9. April 1802), dieser 1780 Höxter ⚭ II Maria Sophia von Spiegel[50]
            - (?) Sophie Antonie Marie von Chalon genannt Tribbe († 1785)[12]

      - Hieronimus von Schloen gen. Tribbe zu Figenburg, Engershausen und Lübbecke (* 25. August 1589; † 26. Dezember 1646) ⚭ Anna Margarethe Wulffen zu Lemgo (Tochter des Balthasar von Wulffen und der Gertrud von Hadewich zu Obernfeldt)[51]
        - Hieronimus Johann von Schloen zu Engershausen, brandenbg. Obristwachtmeister († 1656)[52] ⚭ Christina Agnes Benedicta von Grothus zu Arnshorst, Ledenburg, Cronenburg und Critenstein[53]
          - Moritz Friedrich von Chalon gen. Tribbe (* 29. April 1648; † 1671, an Fieber in Saumeur)[54], um 1670 Obligation zugunsten Henrich Wilken von Steding zu Holzhausen[55]
          - Hieronimus Caspar von Chalon gen. Tribbe (* 10. November 1649; † an Fieber in Saumeur)[36]
          - Anna Margarethe Christina von Chalon gen. Tribbe zu Engershausen (Erbin ihrer Brüder), ⚭ Hermann von Oer zu Nottbeck[56] (Ehe um 1687, Testament vor 1719)[57], Kinder u. a. Dietrich Heinrich, Franz Jobst, Margarethe Elisabeth und Elisabeth Anna Hermina von Oer.

        - Catharina Margarethe von Schloen gen. Tribbe († 1691); ⚭ Reineke von Hastfer († 1687; s. o.); sie bekommt ab 1687 Rente von Sohn Jobst, 1691 Testament[58]
          - Jobst Balthasar von Hastfer (* ca. 1645; verarmt † 1721), Herr von Klein-Engershausen bis Zwangsverkauf 1719[58] an Familie Venningen; ⚭ Magdalene Catharina von Jemigum († nach 1704)[59]
            - Reinhard von Hastfehr; verlobt 1697 mit Tochter N.N. des Majors Friedrich Ernst von Quernheim zu Behme
              - unehel.: Charlotta v. Quernheim (* um 1698)[60]; ⚭ vor 1741 Georg Christopher von Nagel zu Wallenbrück (* ca. 1687)[61]

            - Johann Kasper von Hasfurt (* 1691), ab 1705 Soldat, 1718 Leutnant im Regiment Anhalt; 1724 Brief an Friedrich Wilhelm I.; März 1727 Stabs-Hauptmann bei Leopold von Anhalt-Dessau.[62] Hatte mehrere Brüder.

          - Lucia Maria von Hastfer († 3. März 1737, Bremen), ⚭ Joachim Heinrich von Reinken (1648–1716)
            - Samuel Josias von Reinken (1704–1756), ⚭ Anna Catharina von Grote[63]

### Mitglieder des Tribbe-Zweigs mit unklarer Zuordnung
- Eustachius von Schloen gen. Tribbe (lebt um 1360?)
- Georg Tribbe († 1665), Bürgermeister und Bildhauer, in der Stiftskirche St. Marien (Obernkirchen) Tribbe-Epitaph
- Lambert von Schloen gen. Tribbe, Domkantor zu Minden, und Bruder Johann um 1637 (Obligation zugunsten der Vikare im Dom zu Minden)[64]

### Zweig von Schloen, genannt Gehlen
Justatius (VII.) von Schloen gen. Gehle, erw. 1345–1400; Sohn des o. g. Dethard II. (* um 1305)
- Besitzer von Hüffe Cord von Schloen (Probst von St. Martini); schwört Urfehde am 22. Januar 1409, zusammen mit Mindener Domherr Hermann de Wendt und Knappe Harteke Groppendorf/Grapendorff (Groperdorp)[65]
- Künneke von Schloen (Ehefrau des Statius von Lübbecke 1439), bringt Schloss Hollwinkel in den Besitz der Schloens[66]
- Ernstus von Gehle, Erbherr zu Övelgünne, gefallen 1415 vor dem Schloss Rheda[67]
- Ernst von Schloen-Gehle (von Chalon) (* circa 1415; erwähnt bis 1482), Sitz in Hüffen, Lübbecke, und auf der Wasserburg Hollwinkel, die dem Bistum Minden lehnspflichtig war. Geriet in Konflikt mit Bistum/Stadt Osnabrück.[68]; ⚭ (I) ca. 1450 Christiana von Gogreve zu Langewische (* ca. 1425), ⚭ (II) ca. 1455 Gisela Steding (* circa 1435)
  - Johann von Schloen gen. Gehle (ca. 1462–1522), 1504 Besitzer von Hollwinkel, Lübbeke, Hüffe und Holzhausen; ⚭ ca. 1504 Elisabeth von Barckhausen (* ca. 1465, Tochter des Justatius von B. und NN. von Hadewich), mindestens 4 Kinder[69]
    - Appolonia von Schloen gen. Gehle (* 1520 Holzhausen); ⚭ 1549 Lutbert von Wendt[70]
    - Johann von Schloen gen. Gehle, der Jüngere, Erbteilung 1529
      - Lukretia von Schloen gen. Gehle, Erbin von Hüffe (lebt 1555); ⚭ 1546 Lüddecke von Ledebur zu Bruchmühlen († 1553), Sohn des Heinrich Lebedur (Herzoglich-Jülicher Rat, Drost zu Vlotho, † 1546) u. der Dorothea Nagel[71]

    - Appolonia von Schloen gen. Gehle, ⚭ Mattheus von Schloen genannt Tribbe (1495–1551)
    - Ernst von Schloen gen. Gehle, nach Erbteilung 1529 Herr zu Holzhausen[72]
      - Ernst von Schlön († 2. September 1596), Epitaph auf Hollwinkel Anna von Helversen († 22. Dezember 1588) Wilke von Schloen gen. Gehle, 1558 Besitzer des Ritterguts Holzhausen[73]
        - Ernst von Schloen ⚭ Margarete von Steding († 1586), kinderlos. Gut Holzhausen an Familie Steding[74]

    - Curdt von Schloen gen, Gehle, Besitzer Hollwinkel und Lübbeke; war 1529 nach Erbteilung mit Brüdern Johann und Ernst von Schloen-Gehle alleiniger Besitzer von Hollwinkel, empfing 1536 die Belehnung von Bischof Franz II. und 1557 von Bischof Georg von Minden, 1557 belehnt mit „Holenwinkel“, Gervenshoff bei Lübbecke und Lübbecke (* ca. 1505; † ca. 1557 in Hollwinkel, bestattet in Alswede), ⚭ Augusta (Godeste) von Quernheim a.d.H. Hornburg (ca. 1500–1563), 9 Kinder[75]
      - Alhardt von Schloen gen. Gehle; 1550 Drost zu Petershagen, 1565 Domprobst[76], 1573 Rittmeister[77] († 27. Mai 1575); ⚭ Anna Hetlage, Tochter des Osnabrücker Bürgermeisters Jobst Hetlage, Nachfahren bürgerlich.
        - Curdt Gehle, erwähnt 1596
        - Alhardt Gehle, ab 1600 als Vikar und ab 1602 als Inhaber der Vikarie St. Trinitatis an St. Johann, übernommen von Vetter Alef (Adolf) Gehle († vor 1601), erwähnt
        - Catharina Gehle (1587–1599; † um Ostern 1599)[78]; ⚭ Johann von der Borgh (* 1586; † zw. Febr./Nov. 1596)

      - Lucke von Schloen gen. Gehle († 1588, als tugendreiche Jungfer laut Epitaph)[79]
      - Elisabeth von Schloen gen. Gehle († 4. März 1587); ⚭ Johann von Münnich zu Ellerburg († 1598, wohl protestantisch, Epitaph Alswede)[80][81]
      - Ernst von Schloen gen. Gehle, Erbgesessener z. Hollwinkel u. Lübbecke, Dorpel; wurde am 24. Dezember 1575 von Bischof Hermann mit dem „Holenwinkel“, dem Zehnten von Hüffen bei Bünde, mit einer Mühle ebendort, dem Gervenhoff und Klavesingshause (Klausingshaus) zu Lübbecke belehnt, und erbte 1586 Holzhausen bei Minden (* ca. 1540; † 1596 Hollwinkel, bestattet Alswede); ⚭ (1) ca. 1570 Anna, geb. von Helversen (* 1550; † 1588) mit 6 Kindern; ⚭ (2) ca. 1590 Metta von Oberg (* ca. 1570; 7. November 1626 in Hollwinkel).[82]
        - Helena Agnes von Schloen gen. Gehle (* ca. 1583, † 25. August 1608 im Kindbett); ⚭ Bernd Gier von Voss in Bakum[70], Bruder des kaiserlichen Kürassier-Rittmeisters Rabe Voss (I⚭ n. 1600 Mette von Sudholte, II⚭ 1629 Heilburg von Oeynhausen a.d.H. Kluckhof-Odinghausen; † nach 1632).[47]
        - Cord [Cort] Plato von Schloen gen. Gehle (* 29. Januar 1577 vermutl. Hollwinkel; † 2. Juni 1650), 1611 Rittmeister, 1624 Obristleutnant, dänischer Generalleutnant in braunschweigischen und spanischen Diensten; ⚭ Febr. 1614 Mette (Mechthild) von Rheden a.d.H. Ovelgünne (* um 1590; † um 1663)[83]; auch fürstl. braunschw.-lüneb. Kriegsrat und Landdrost der Grafschaft Diepholz, Erbgesessen zum Hollwinkel, Lübbecke und Dorpel (6 Söhne u. 7 Töchter). Am 6. April 1611 Ankauf eines Hofes zu Hedem (Amt Reineberg) von Hermann von Westorp[84][81]
          - (?) N.N. von Schloen gen. Gehle, Drost zu Schlüsselburg[85] um 1636[86]
          - Heimart Johann Freiherr von Chalon, gen. Gehlen zu Lübbecke und Hollwinkel, 1651 Obrist[87] Streitfall bis 1662 († 1693 Lübbecke)[88] ⚭ Katharina Agnes Freiin von Daun zu Sassenheim[89]
            - Agnes Anna Freiin von Chalon, gen. Gehlen, ⚭ 1691 Johann Augustin Freiherr von Venningen zu Neidenstein[90] († 1713, preußischer General)[91]
              - Karl Ferdinand von Venningen (1693–1731); erhält 1719 die Burg Steinsberg als Lehen; Großvater des Generals Franz Ludwig von Hatzfeldt[92]

          - Ernst Cordt (Konrad) von Chalon gen. Gehle zu Hollwinkel (betagt, † 1714), Übertritt zum katholischen Glauben (Erbbegräbnis Franziskanerkirche St. Jodokus, Bielefeld); ⚭ Anna Agnes von Chalon, gen. Tribbe, Erbtochter zu Lübbecke (1652, 1671 Wappenstein Hollwinkel)[93]
            - Anna Agnes von Schloen; I ⚭ Adam Philipp von Balke, II ⚭ Conrad Friedrich von Neuhof (kinderlos)
            - Metta Marlena von Schloen zu Hollwinkel (1670–1704), ⚭ Dr. jur. Christian Anton Stammich (1645–1701), Mindenscher Regierungsrat[94][95]
              - Hedwig Dorothea Stammich (1697–1729); ⚭ 1718 Johann Friedrich Dieterici, Kanzleisekretär (vier Kinder)

            - Appollonia Helena Barbara von Chalon gen. Gehle zu Hollwinkel, ⚭ 21. Dezember 1681[96] Johann Kasper von Lipperheide zu Ihorst[97]
              - Anna Mechtild von Lipperheide zu Ihorst (1684–1710, Stiftsdame im Stift Nottuln); ⚭ 1703 Heinrich Johann I. Droste zu Hülshoff, Kinder u. a. Heinrich Wilhelm Droste zu Hülshoff (* 1704, Urgroßvater der Annette von Droste-Hülshoff) und Ernst Constanz (* 1709, Domherr in Osnabrück)

            - Konrad Friedrich von Schloen, gen. Gehle († 1707), 1694 Verwaltung von Hollwinkel, ⚭ Dezember 1691 Maria Magdalena Droste zu Vischering († 1728)[98], Tochter des Heidenreich Droste zu Vischering
              - Anna Barbara Cornelia († jung, vor April 1710), Präbende im Stift Freckenhorst von Tante/Cousine Catharina Agnes von Lipperheide
              - Ludwig Konrad Anton Freiherr von Schloen gen. Gehle, Herr zu Hollwinkel und Hüffe († 20. April 1758 Hollwinkel, bestattet in St. Jodokus, Bielefeld)[99] Kammerherr[100] des Herzogs von Lothringen in Wien 1736, kurpfälzischer Oberhofmarschall[101], unverehelicht. Ab 1733 Eigner, ab 1742 Bewohner des Gutes Hüffe bei Hollwinkel[102] mit Sophia Antonia Maria von Chalon gen. Tribbe als Haushaltsvorstehrerin[98]

            - Johann Ernst von Chalon gen. Gehlen[103], Domkapitular zu Hildesheim
            - Hartmann (Hermann) Friedrich von Chalon gen. Gehlen zu Hollwinkel († 1726), Domherr zu Eichstätt[104]
            - Plato Amelung von Chalon, erhielt 1677 eine Dompräbende in Speyer von Heinrich Wilhelm von Wendt, war Domkapitular ebd.
            - Maria Elisabeth von Chalon gen. Gehlen (Testament 1711/† 1716?), Stiftsdame[105] zu Freckenhorst[106]

          - Cord Plato von Schloen, gen. von Gehlen, Erbherr auf Dörpel und Hedem ⚭ Katharina Maria von Grapendorff/Groppendorf
            - Anna Metta von Schloen a.d.H. Haus Dörpel[107] ⚭ Levin Christopher von Donop zu Stedefreund
            - Umschlag eines Briefs des kurhannoverischen Ministers Joachim Heinrich von Bülow (1650–1724) vom 10. Januar 1716 an Cord Plato von Schloen gen. Gehle (1661–1723) und Albrecht Andreas von Ramdohr Freiherr Cord Plato von Chalon (Schloen), gen. von Gehlen (* Dezember 1661; † 26. Mai 1723 in Annaberg), kurhannoverscher Verwaltungsbeamter. Besitzer von Gut Dorpel, ⚭ Johanna Theodora von dem Brincken (1668–1734). 1686 Kavalier bei Prinz Karl Philipp, 1690 Hof- und Kammerrat in Ratzeburg, 1713 Landdrost zu Diepholz. 1715 bis 1716 gemeinsam mit Albrecht Andreas von Ramdohr kommissarischer Vorsitzender der Regierung in den Herzogtümern Bremen und Verden zu Stade[108]
              - Dorothea Maria Justina von Schloen, gen. Gehle (* 19. März 1694; † 5. November 1770); Schwiegertochter des Friedrich Wilhelm von Schlitz
              - Sophia Charlotte von Schloen, gen. Gehle[109], ⚭ 1721 Friedrich von Hammerstein[110]

          - Christian von Schloen-Gehle († 1685)[111]; Rittmeister, jüngster Sohn des Cordt Plato von Schloen und der Mette von Reden, die ihm als Witwe Schloss Ovelgönne vererbte.[83] Er war mindestens (1655) zweimal[112] verheiratet, u. a. mit Hedwig von Grapendorff zu Lübbecke (Enkelin von Hilmar dem Jüngeren von Münchhausen)[113] und um 1682 mit Philippina Laisa von Donop/Dorup[114]
            - Moritz von Schloen gen. Gehle, braunschweig-lüneburgischer Dragoner-Obrist (* 1667; † 21. November 1714)[111] ⚭ Anna Lucretia von Armstenradt (kinderlos, vererbt den Barfüßer-Mönchen Ovelgönne, das dann im 1738 per Kauf an den preuß. Hauptmann Johann Friedrich von Weißenfels (gefallen 1744) übergeht)[70][115]
            - Wilhelmine von Schloen gen. Gehle (lebt 1717), Stiftsdame zu Kappel
            - Halbbruder Christoph Heinrich von Schloen gen. Gehle, kaiserlicher Obrist († 1715/1717)[116]; ⚭ Maria Juliane von Buwinghausen-Wallmerode, Witwe des Landdrostes von Donop[117]
              - (?) Dorothea Sophia von Chalon gen. Gehle (* um 1685?), Wahl zur Äbtissin im Stift Quernheim Februar 1713, blieb bis 21. November 1742 im Amt[118]

            - Dorothee von Chalon gen. Gehle († 1740); ⚭ 1688 Ahasver Sweder Balduin Graf von Bar zu Barenaue, hatten sechs Töchter[119]
            - Anna Agnes von Chalon gen. Gehle a.d.H. Ovelgünne († 1731), ⚭ 1682 Heinrich Sigismund Graf von Bar zu Barenaue (1654–1721)[120], der im Mai 1709 Albrecht Andreas von Ramdohr als Verwalter der Güter der Prinzessin von Ahlden[121] ablöste und dies bis 1721 blieb.
              - Georg Ludwig von Bar (1701–1767)